# Barra do Sirinhaém
Barra do Sirinhaém é um distrito do município de Sirinhaém, no estado brasileiro de Pernambuco.

## Localização
Distante 86 km da cidade do Recife, tem acesso pelas rodovias BR-101 Sul, PE-060 e depois PE-061.

## Bairros
- Centro
- Aver-o-Mar[2]

## Evolução populacional
| Evolução de habitantes | Evolução de habitantes |
| ---------------------- | ---------------------- |
| Ano                    | Cidadãos               |
| 1950                   | 758                    |
| 1960                   | 793                    |
| 1970                   | 1.073                  |
| 1980                   | 1.522                  |
| 1991                   | 2.344                  |
| 2007                   | 13.810                 |

Fonte: IBGE  